# Sōbetsu
Sōbetsu (jap. 壮瞥町 Sōbetsu-chō) – miasto w Japonii, w prefekturze Hokkaido, w podprefekturze Iburi. Według danych na rok 2020 miejscowość zamieszkiwało 2 743 mieszkańców , a gęstość zaludnienia wyniosła 13,4 os./km².